# Cornimont

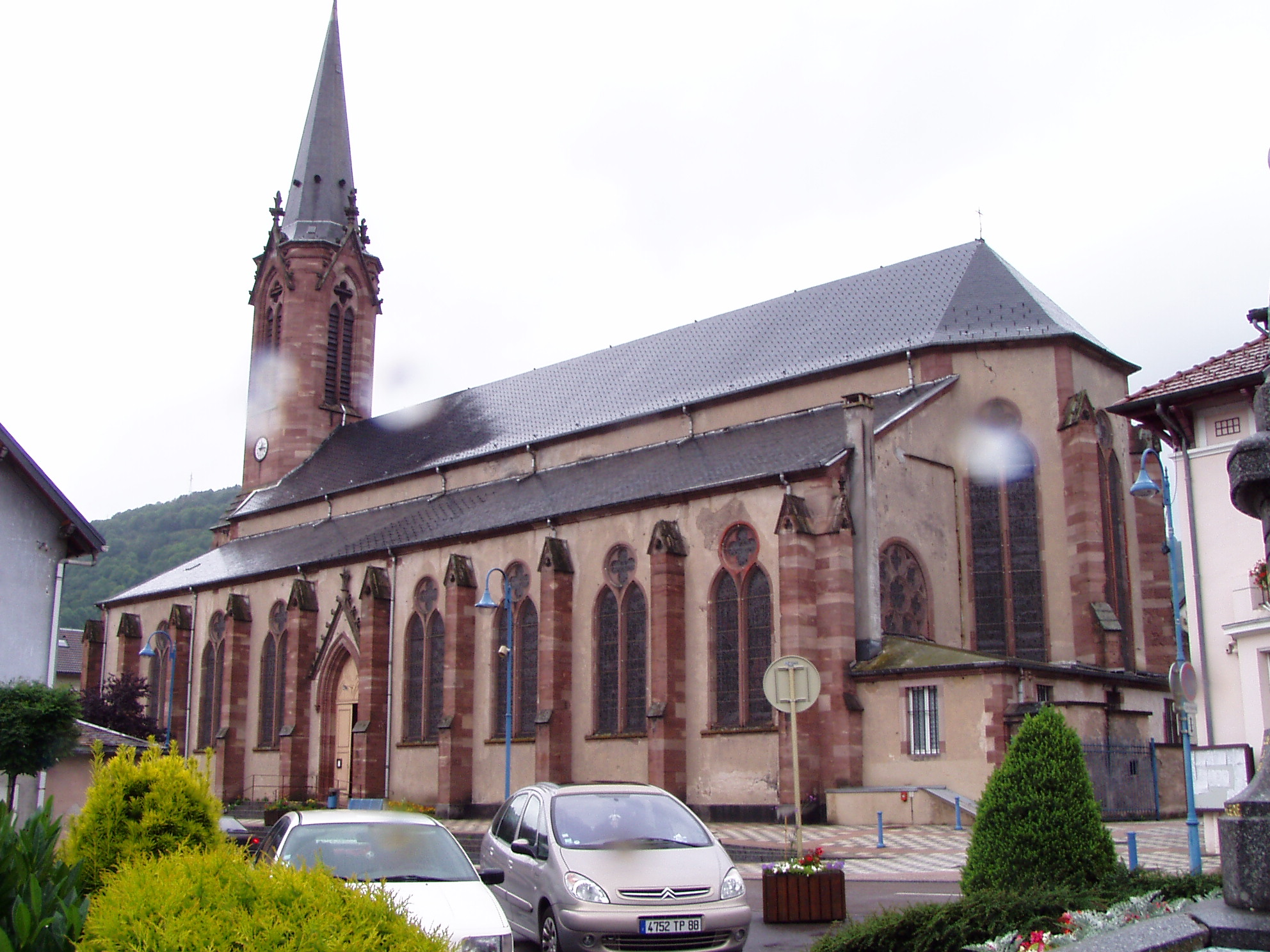
La chiesa di Cornimont

Cornimont è un comune francese di 3 679 abitanti situato nel dipartimento dei Vosgi nella regione del Grand Est.
Il territorio comunale è attraversato dal fiume Moselletta (Moselotte in francese).

## Società

### Evoluzione demografica
Abitanti censiti